# 이자형
이자형 (李滋炯, Rhee Zha Hyoung, 1966년 출생)은 대한민국의 외교관이자 국제해양법재판소 재판관이다.

## 생애
이자형은 학력고사 수석을 통해 1988년에 서울대학교 사법학과를 졸업하고 외무고시에 합격하여 1996년부터 외교관으로서 경력을 쌓게 된다. 이후 유타 대학교에서 환경법 석사 학위를, 하버드 대학교에서 법학 석사 학위를 받았다. 국제사법재판소가 위치한 네덜란드 헤이그에서 국제법아카데미 국제사법과정을 수료하였다.
외교관의 경력을 시작하면서, 주 네덜란드 참사관, 주 이라크 참사관, 주 유엔 참사관 등을 역임하였으며, 아프가니스탄에서 대사로 임명되기도 하였다. 외교부 내에서는 통상기구과, 국제협약과, 국제법규과 등 주로 국제법에 관련된 업무를 담당하였다. 이후 외교부 국제법률국장으로 재직하다가 UN에서 선거를 통해 2024년에 국제해양법재판소의 재판관으로 취임하였으며, 9년 임기를 시작였다. 이는 박춘호 전 재판관, 백진현 전 재판관에 이은 세 번째 한국인 국제해양법재판소 재판관이다.

## 학력
- 서울대 사법학과
- 유타대학교 환경법 석사
- 하버드대학교 법학 석사

## 경력
- 외교부 입부
- 외교부 통상기구과 사무관
- 외교부 국제법규과장(2013-2015)
- 주아프가니스탄 대사(2018-2020)
- 외교부 국제법률국장(2020-2023)
- 국제해양법재판소 재판관(2024~)